# Persone di cognome Hawkins
| Questa pagina contiene informazioni ricavate automaticamente dalle voci biografiche con l'ausilio del template Bio e di un bot. L'aggiornamento è periodico e automatico e ricostruisce completamente la pagina. Se manca una persona in questa lista, sei pregato di non aggiungerla, ma accertati piuttosto che la sua voce biografica contenga il template Bio e che i dati anagrafici siano correttamente compilati. Se il template Bio manca, inseriscilo tu stesso o, in alternativa, metti l'avviso {{tmp\|Bio}} che ne segnala la mancanza. Se i dati riportati sono sbagliati, correggi direttamente la voce biografica; le modifiche saranno visibili in questa lista entro pochi giorni. Per chiarimenti vedi il progetto antroponimi. La lista contiene solo le 65 persone che sono citate nell'enciclopedia e per le quali è stato implementato correttamente il template Bio. Pagina aggiornata al 24 feb 2025. |

Questa è una lista di persone presenti nell'enciclopedia che hanno il cognome Hawkins, suddivise per attività principale.

## Allenatori di calcio(2)
- Colin Hawkins, allenatore di calcio e ex calciatore irlandese (Galway, n. 1977)
- Graham Hawkins, allenatore di calcio e calciatore inglese (Darlaston, n. 1946 - † 2016)

## Allenatori di football americano(1)
- Dan Hawkins, allenatore di football americano statunitense (Fall River Mills, n. 1960)

## Attiviste(1)
- Alice Hawkins, attivista britannica (Stafford, n. 1863 - Leicester, † 1946)

## Attori(5)
- Corey Hawkins, attore statunitense (Washington, n. 1988)
- Jack Hawkins, attore britannico (Lyndhurst Road, n. 1910 - Londra, † 1973)
- Jimmy Hawkins, attore e produttore televisivo statunitense (Los Angeles, n. 1941)
- LaRoyce Hawkins, attore e poeta statunitense (Harvey, n. 1988)
- Paul Hawkins, attore inglese

## Attrici(1)
- Sally Hawkins, attrice britannica (Londra, n. 1976)

## Batteristi(2)
- Taylor Hawkins, batterista statunitense (Fort Worth, n. 1972 - Bogotà, † 2022)
- Roger Hawkins, batterista statunitense (Mishawaka, n. 1945 - Sheffield, † 2021)

## Calciatrici(1)
- Carys Hawkins, ex calciatrice e avvocato australiana (Cardiff, n. 1988)

## Canottieri(1)
- Stephen Hawkins, canottiere australiano (Hobart, n. 1971)

## Cantanti(3)
- Justin Hawkins, cantante britannico (Chertsey, n. 1975)
- Screamin' Jay Hawkins, cantante, attore e compositore statunitense (Cleveland, n. 1929 - Neuilly-sur-Seine, † 2000)
- Etta James, cantante statunitense (Los Angeles, n. 1938 - Riverside, † 2012)

## Cantautori(2)
- Dale Hawkins, cantautore statunitense (Goldmine, n. 1936 - Little Rock, † 2010)
- Ronnie Hawkins, cantautore e musicista canadese (Huntsville, n. 1935 - Peterborough, † 2022)

## Cantautrici(1)
- Sophie B. Hawkins, cantautrice e musicista statunitense (New York, n. 1964)

## Cestiste(1)
- Tianna Hawkins, ex cestista statunitense (Washington, n. 1991)

## Cestisti(13)
- Bubbles Hawkins, cestista statunitense (Detroit, n. 1954 - Detroit, † 1993)
- Cliff Hawkins, ex cestista statunitense (Dumfries, n. 1981)
- Connie Hawkins, cestista statunitense (Brooklyn, n. 1942 - Phoenix, † 2017)
- Marshall Hawkins, cestista statunitense (Huntington, n. 1924 - Huntington, † 2010)
- Michael Hawkins, ex cestista statunitense (Canton, n. 1972)
- Tom Hawkins, cestista statunitense (Chicago, n. 1936 - Malibù, † 2017)
- Corey Hawkins, ex cestista e allenatore di pallacanestro statunitense (Filadelfia, n. 1991)
- David Hawkins, ex cestista statunitense (Washington, n. 1982)
- Javontae Hawkins, cestista statunitense (Flint, n. 1993)
- Jordan Hawkins, cestista statunitense (Gaithersburg, n. 2002)
- Juaquin Hawkins, ex cestista statunitense (Gardena, n. 1973)
- Justin Hawkins, ex cestista statunitense (Bell, n. 1985)
- Ryan Hawkins, cestista statunitense (Atlantic, n. 1997)

## Chitarristi(1)
- Daniel Hawkins, chitarrista inglese (Chertsey, n. 1976)

## Corsari(1)
- John Hawkins, corsaro, navigatore e politico inglese (Plymouth, n. 1532 - Porto Rico, † 1595)

## Danzatori(1)
- Erick Hawkins, ballerino e coreografo statunitense (Trinidad, n. 1909 - New York, † 1994)

## Giocatori di baseball(1)
- LaTroy Hawkins, ex giocatore di baseball statunitense (Gary, n. 1972)

## Giocatori di football americano(6)
- Cody Hawkins, ex giocatore di football americano e allenatore di football americano statunitense (Woodland, n. 1988)
- Javian Hawkins, giocatore di football americano statunitense (Titusville, n. 1999)
- Buddy Howell, giocatore di football americano statunitense (Titusville, n. 1999)
- Jaylinn Hawkins, giocatore di football americano statunitense (Buena Park, n. 1997)
- Mike Hawkins, giocatore di football americano statunitense (Dallas, n. 1983)
- Bill Hawkins, ex giocatore di football americano statunitense (Miami, n. 1966)

## Giocatori di snooker(1)
- Barry Hawkins, giocatore di snooker inglese (Ditton, n. 1979)

## Modelle(1)
- Jennifer Hawkins, modella australiana (Newcastle, n. 1983)

## Musicisti(1)
- John Hawkins, musicista, saggista e musicologo inglese (Londra, n. 1719 - Londra, † 1789)

## Numismatici(1)
- Edward Hawkins, numismatico, antiquario e banchiere britannico (Macclesfield, n. 1780 - Londra, † 1867)

## Ostacolisti(1)
- Martin Hawkins, ostacolista statunitense (Svezia, n. 1888 - Portland, † 1959)

## Pallanuotisti(1)
- Stan Hawkins, pallanuotista britannico (n. 1924 - Coulsdon, † 2004)

## Pianisti(1)
- Edwin Hawkins, pianista, compositore e direttore di coro statunitense (Oakland, n. 1943 - Pleasanton, † 2018)

## Pilote automobilistiche(1)
- Jessica Hawkins, pilota automobilistica britannica (Headley, East Hampshire, n. 1995)

## Piloti automobilistici(1)
- Paul Hawkins, pilota di Formula 1 australiano (Melbourne, n. 1937 - Oulton Park, † 1969)

## Pirati(1)
- Richard Hawkins, pirata, navigatore e esploratore inglese (Plymouth, n. 1562 - Londra, † 1622)

## Pittori(1)
- Louis Welden Hawkins, pittore francese (Stoccarda, n. 1849 - Parigi, † 1910)

## Poeti(1)
- Spike Hawkins, poeta britannico (n. 1943 - † 2017)

## Politiche(1)
- Paula Hawkins, politica statunitense (Salt Lake City, n. 1927 - Winter Park, † 2009)

## Politici(1)
- Benjamin Hawkins, politico statunitense (Contea di Warren, n. 1754 - Contea di Crawford, † 1818)

## Presbiteri(1)
- Edward Hawkins, presbitero britannico (Bath, n. 1789 - Rochester, † 1882)

## Rapper(2)
- Big Hawk, rapper statunitense (Houston, n. 1969 - Houston, † 2006)
- U-God, rapper statunitense (New York, n. 1970)

## Sassofonisti(1)
- Coleman Hawkins, sassofonista statunitense (Saint Joseph, n. 1904 - New York, † 1969)

## Scacchisti(1)
- Jonathan Hawkins, scacchista britannico (Consett, n. 1983)

## Scrittrici(1)
- Paula Hawkins, scrittrice e giornalista britannica (Salisbury, n. 1972)

## Scultori(1)
- Benjamin Waterhouse Hawkins, scultore britannico (Bloomsbury, n. 1807 - † 1894)